# Citheronia consobrina
Citheronia consobrina är en fjärilsart som beskrevs av Rothschild 1907. Citheronia consobrina ingår i släktet Citheronia och familjen påfågelsspinnare. Inga underarter finns listade i Catalogue of Life.